# Skipanes

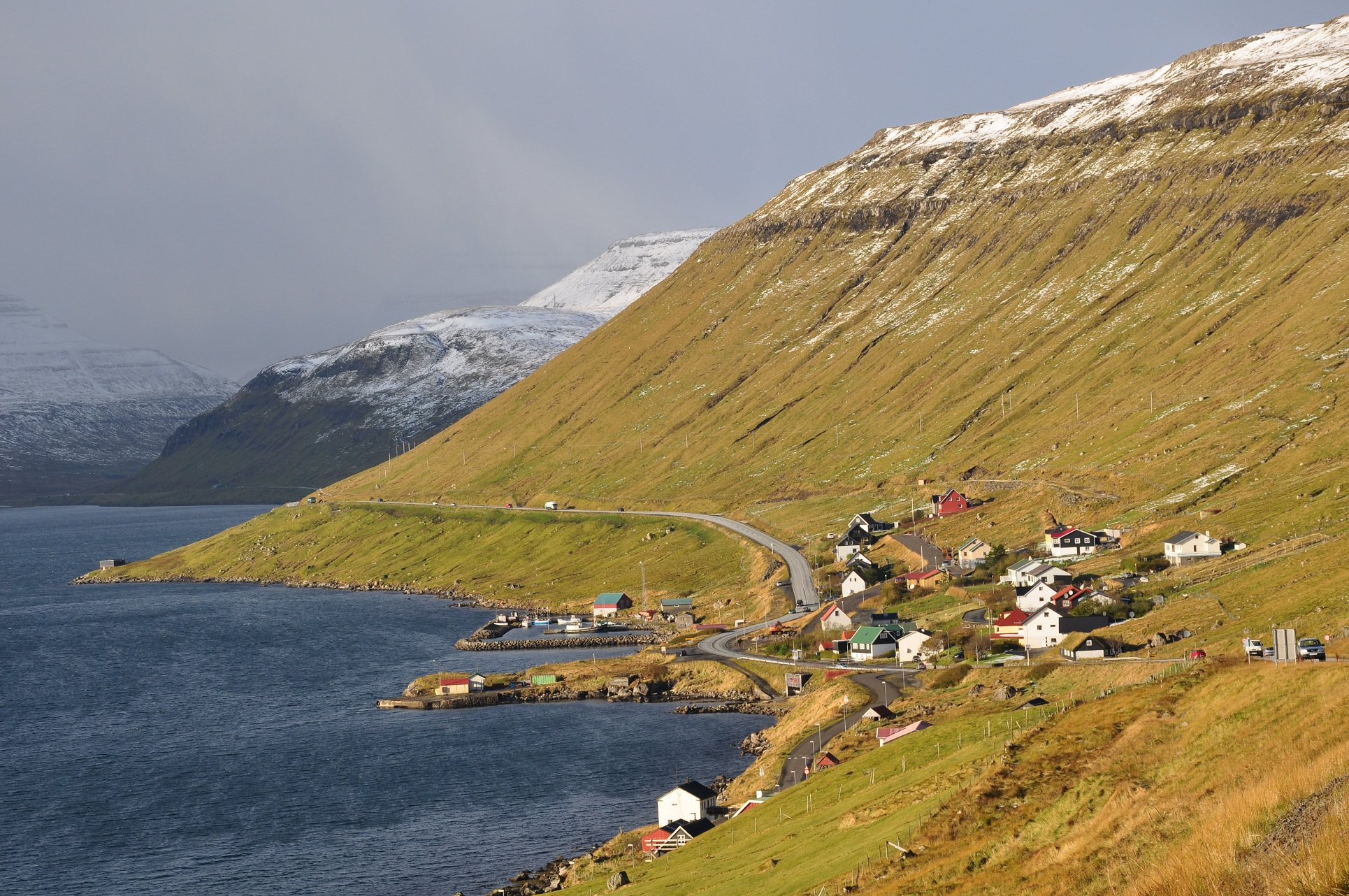
Skipanes

Skipanes este un oraș din Insulele Faroe.